# Простір Гарді
Простір Гарді — особливий вид функціональних просторів в комплексному аналізі, аналог {\displaystyle L^{p}}-простору з функціонального аналізу. Названий за іменем англійського математика Ґодфрі Гарольда Гарді.
Простори Гарді відіграють важливу роль у вивченні граничних властивостей функцій, гармонічному аналізі, теорії степеневих рядів, лінійних
операторів, випадкових процесів, екстремальних і апроксимаційних задачах.

## Означення
Простір Гарді {\displaystyle \ H^{p}} при {\displaystyle 0<p<\infty } — це клас голоморфних функцій на відкритому одиничному колі на комплексної площині, що задовольняють наступній умові
{\displaystyle \sup _{0<r<1}\left({\frac {1}{2\pi }}\int \limits _{0}^{2\pi }\left|f(re^{i\theta })\right|^{p}\;d\theta \right)^{\frac {1}{p}}<\infty .}

Ліва частина цієї нерівності називається {\displaystyle \ p}-нормою в просторі Гарді або просто нормою Гарді для {\displaystyle \ f}, і позначається {\displaystyle \ |f|_{H^{p}}}.
Як і у випадку {\displaystyle L^{p}}-просторів, ця норма узагальнюється на випадок {\displaystyle p=\infty } як
{\displaystyle |f|_{H^{\infty }}\ =\ \sup _{0<r<1}\sup _{z:\ |z|=r}|f(z)|\ =\ \sup _{z:\ |z|<1}|f(z)|.}

## Простори Гарді на верхній комплексній півплощині
Простір Гарді Hp(H) на верхній комплексній півплощині H за означенням є простором функцій f голоморфних на H з обмеженою квазінормою заданою як
{\displaystyle \|f\|_{H^{p}}=\sup _{y>0}\left(\int |f(x+iy)|^{p}\,\mathrm {d} x\right)^{\frac {1}{p}}.}
Простір H∞(H) є простором голоморфних функцій із обмеженою нормою:
{\displaystyle \|f\|_{H^{\infty }}=\sup _{z\in \mathbf {H} }|f(z)|.}
Хоча одиничний круг D і верхня комплексна півплощина H відображаються один  на одного за допомогою перетворень Мебіуса вони не є рівнозначними як області для просторів Гарді. Зокрема це пояснюється тим, що одиничне коло має скінченну (одновимірну) міру Лебега, а дійсна пряма має нескінченну міру.  Проте для H2  справедливим є твердження: якщо m : D → H позначає перетворення Мебіуса
{\displaystyle m(z)=i\cdot {\frac {1+z}{1-z}}.}
то лінійний операторr M : H2(H) → H2(D) заданий як
{\displaystyle (Mf)(z):={\frac {\sqrt {\pi }}{1-z}}f(m(z)).}
є ізометричним ізоморфізмом просторів Гільберта.

## Простори Гарді на одиничному колі
Простори Гарді на одиничному крузі можна розглядати як замкнуті векторні підпростори комплексних {\displaystyle L^{p}}-просторів на одиничному колі.
Якщо f ∈ Hp, де p > 0, то радіальна границя
{\displaystyle {\tilde {f}}\left(e^{i\theta }\right)=\lim _{r\to 1}f\left(re^{i\theta }\right)}
існує для майже всіх θ. Функція {\displaystyle {\tilde {f}}} належить до Lp - простору на одиничному колі і також
{\displaystyle \|{\tilde {f}}\|_{L^{p}}=\|f\|_{H^{p}}.}
Також виконується рівність
{\displaystyle \lim _{r\to 1^{-}}{\frac {1}{2\pi }}\int \limits _{0}^{2\pi }\left|f(re^{i\theta })-{\tilde {f}}\left(e^{i\theta }\right)\right|^{p}\;d\theta =0.}
Якщо функція {\displaystyle {\tilde {f}}\left(e^{i\theta }\right)} є рівною нулю на підмножині додатної міри одиничного кола, то f є рівною нулю на всьому одиничному крузі.
Якщо позначити одиничне коло як T і Hp(T)  — векторний підпростір простору Lp(T) елементами якого є граничні функції {\displaystyle {\tilde {f}}}, де f належить Hp, то для p ≥ 1,
{\displaystyle g\in H^{p}\left(\mathbf {T} \right)\Longleftrightarrow g\in L^{p}\left(\mathbf {T} \right)\land \forall n<0,\ {\hat {g}}(n)=0,}
де ĝ(n) є коефіцієнтами Фур'є функції g:
{\displaystyle \forall n\in \mathbf {Z} ,\ \ \ {\hat {g}}(n)={\frac {1}{2\pi }}\int _{0}^{2\pi }g\left(e^{i\phi }\right)e^{-in\phi }\,\mathrm {d} \phi .}
Простір Hp(T) є замкнутим підпростором простору Lp(T). 
Навпаки для функції {\displaystyle {\tilde {f}}} ∈ Lp(T), де p ≥ 1, можна одержати функцію f , що є гармонічною на одиничному крузі за допомогою інтегральної формули Пуассона Pr:
{\displaystyle f\left(re^{i\theta }\right)={\frac {1}{2\pi }}\int _{0}^{2\pi }P_{r}(\theta -\phi ){\tilde {f}}\left(e^{i\phi }\right)\,\mathrm {d} \phi ,\quad r<1.}
Тоді f належить Hp тоді і тільки тоді, коли {\displaystyle {\tilde {f}}} належить Hp(T). Якщо {\displaystyle {\tilde {f}}} належить Hp(T), тобто {\displaystyle {\tilde {f}}} має коефіцієнти Фур'є (an)n∈Z  і an = 0 для n < 0, тоді функція f простору Гарді Hp пов'язана з  {\displaystyle {\tilde {f}}} є голоморфною функцією із розкладом в ряд Тейлора:
{\displaystyle f(z)=\sum _{n=0}^{\infty }a_{n}z^{n},\ \ \ |z|<1.}

## Властивості
- Для p ≥ 1,  простір{\displaystyle \ H^{p}} є простором Банаха.
- Для випадку {\displaystyle 0<p<q\leq \infty } {\displaystyle \ H^{q}} є підмножиною множини {\displaystyle \ H^{p}}.

Доведення включення {\displaystyle \ H^{q}\subset \ H^{p}} здійснюється з використанням нерівності Єнсена функції {\displaystyle x\to x^{\frac {q}{p}},} яка є опуклою на проміжку (0, 1) згідно умови {\displaystyle {\frac {q}{p}}>1.} Тоді
{\displaystyle \int \limits _{0}^{2\pi }|f(re^{i\theta })|^{p}d\theta =\left[(2\pi )^{q/p}\left(\int \limits _{0}^{2\pi }|f(re^{i\theta })|^{p}(d\theta /2\pi )\right)^{q/p}\right]^{p/q}\leqslant (2\pi )^{(q-p)/q}\left(\int \limits _{0}^{2\pi }|f(re^{i\theta })|^{q}d\theta \right)^{p/q}}
Якщо {\displaystyle f\in \ H^{q},} то супремум по r у правій стороні нерівності є скінченним і тому скінченним є супремум з лівої сторони, а отже {\displaystyle f\in \ H^{p}.}
Приклад нижче показує, що включення є строгим, тобто для {\displaystyle 0<p<q\leq \infty }, як простори функцій {\displaystyle \ H^{p}\neq \ H^{q}.}
- Згідно теореми Гарді в означенні можна взяти границю при прямуванні r до 1:

{\displaystyle \ |f|_{H^{p}}=\lim _{r\to 1^{-}}\left({\frac {1}{2\pi }}\int _{0}^{2\pi }|f(re^{\mathrm {i} \theta })|^{p}\ d\theta \right)^{\frac {1}{p}}.}
- Якщо функція {\displaystyle f\in \ H^{p},\ 0<p\leqslant \infty } і {\displaystyle a_{1},a_{2},\ldots } є нулями функції в одиничному крузі з врахуванням кратності, то {\displaystyle \textstyle \sum _{i}(1-|a_{i}|)<\infty .} Навпаки, якщо не більш ніж зліченна множина комплексних чисел із одиничного круга задовольняє цю нерівність, то вона є множиною нулів деякої функції із простору Гарді.
- Якщо {\displaystyle f\in \ H^{p}}, то існують збіжний добуток Бляшке {\displaystyle B} і голоморфна ніде не рівна нулю на одиничному крузі функція {\displaystyle F} для яких {\displaystyle f=F\cdot B.} До того ж  {\displaystyle \ |f|_{H^{p}}=\ |F|_{H^{p}}.} Добуток Бляшке записується через нулі функції f:

{\displaystyle B(z)=z^{n}\prod _{k}{\frac {|a_{k}|}{a_{k}}}{\frac {z-a_{k}}{1-{\overline {a_{k}}}z}},} де n — кратність 0 як нуля функції f.
Функція {\displaystyle F} розкладається у добуток зовнішньої функції
{\displaystyle F_{0}(z)=\exp \left({\frac {1}{2\pi }}\int _{0}^{2\pi }{\frac {e^{i\theta }+z}{e^{i\theta }-z}}\ln \chi (e^{i\theta })d\theta +i\alpha \right),\quad \alpha \in \mathbb {R} ,}
і внутрішньої сингулярної функції:
{\displaystyle S(z)=\exp \left(\int _{0}^{2\pi }{\frac {e^{i\theta }+z}{e^{i\theta }-z}}\ d\mu (\theta )\right)}
де {\displaystyle \chi (e^{i\theta })\geqslant 0,\ \ln(\chi (e^{i\theta }))} є функцією класу {\displaystyle L^{1}} на одиничному колі, а {\displaystyle d\mu (\theta )} є невід'ємною сингулярною мірою на одиничному колі.
Також три умови {\displaystyle f\in \ H^{p},\ F_{0}\in \ H^{p},\chi \in L^{p}(T)} є рівносильними і {\displaystyle {\tilde {f}}\left(e^{i\theta }\right)={\tilde {F}}_{0}\left(e^{i\theta }\right)=\chi (e^{i\theta })} майже всюди на одиничному колі.
- Функція {\displaystyle G(z)=B(z)\cdot S(z)} є внутрішньою функцією і функції такого виду повністю характеризуються умовами {\displaystyle |G(z)|<1} у відкритому одиничному колі і {\displaystyle {\tilde {f}}\left(e^{i\theta }\right)=1} майже всюди на одиничному колі.

## Приклади
- Якщо {\displaystyle 0<p_{1}<p<p_{2}\leqslant \infty } то функція {\displaystyle f_{p}(z)={\frac {1}{(1-z)^{1/p}}}} визначена за допомогою основної гілки логарифма належить простору {\displaystyle \ H^{p_{1}}} але не належить простору {\displaystyle \ H^{p_{2}}.}

Для цієї функції виконуються нерівності:
{\displaystyle \int \limits _{0}^{2\pi }\left|f_{p}(re^{i\theta })\right|^{p_{1}}\;d\theta =\int \limits _{0}^{2\pi }\left|1-re^{i\theta }\right|^{-p_{1}/p}\;d\theta \leqslant \int \limits _{0}^{2\pi }\left|r-re^{i\theta }\right|^{-p_{1}/p}\;d\theta =r^{-p_{1}/p}\int \limits _{0}^{2\pi }\left|1-e^{i\theta }\right|^{-p_{1}/p}\;d\theta \leqslant 4r^{-p_{1}/p}\int \limits _{0}^{\pi /2}\left({\frac {1}{\sin \theta }}\right)^{p_{1}/p}\;d\theta .}
Оскільки для {\displaystyle 0<\theta \leqslant \pi /2} виконується нерівність {\displaystyle \sin \theta \geqslant \theta /2,} то додатково ці інтеграли є меншими, ніж  {\displaystyle 4\cdot 2^{p_{1}/p}\cdot r^{-p_{1}/p}\int \limits _{0}^{\pi /2}\theta ^{-p_{1}/p}\;d\theta <\infty ,} а тому {\displaystyle f_{p}(z)\in \ H^{p_{1}}.}
З іншого боку виконуються нерівності
{\displaystyle {\begin{aligned}\int \limits _{0}^{2\pi }\left|1-re^{i\theta }\right|^{-p_{2}/p}\;d\theta >&\int \limits _{0}^{\pi /2}\left|1-re^{i\theta }\right|^{-p_{2}/p}\;d\theta \geqslant \int \limits _{0}^{\pi /2}\left|1-r\cos \theta +r\sin \theta \right|^{-p_{2}/p}\;d\theta \geqslant \\\geqslant &\quad r\int \limits _{0}^{\pi /2}{\frac {\left(1-r\cos \theta +r\sin \theta \right)^{-p_{2}/p}}{r\cos \theta +r\sin \theta }}d\theta =r\cdot (1-p_{2}/p)\left((1+r)^{1-p_{2}/p}-(1-r)^{1-p_{2}/p}\right).\end{aligned}}}
Оскільки {\displaystyle p_{2}/p>1} то вираз справа у формулі прямує до нескінченності при прямуванні r до 1. Тому також {\displaystyle \lim _{r\to 1^{-}}\left({\frac {1}{2\pi }}\int _{0}^{2\pi }|f_{p}(re^{\mathrm {i} \theta })|^{p_{2}}\ d\theta \right)^{\frac {1}{p_{2}}}=\infty } і тому {\displaystyle f_{p}(z)} не належить простору {\displaystyle \ H^{p_{2}}.}
- Якщо голоморфна функція f є однолистою (ін'єктивною) на одиничному крузі, тоді {\displaystyle f\in \ H^{p}} для всіх {\displaystyle \ 0<p<{\frac {1}{2}}.} Якщо додатково ця функція не є рівною нулю у жодній точці одиничного круга. то {\displaystyle \ln f\in \ H^{p}} для всіх {\displaystyle p>0.}
- Якщо  f є голоморфною у відкритому одиничному крузі, то {\displaystyle f'\in \ H^{1}} тоді і тільки тоді, коли f є неперервною на замкнутому одиничному крузі і абсолютно неперервною на одиничному колі.
- Важливим окремим випадком є {\displaystyle p=2.} Нехай {\displaystyle f\in \ H^{2}} і її розклад у ряд Тейлора має вид {\displaystyle f(z)=\sum _{n=0}^{+\infty }\,{\hat {f}}(n)\ z^{n},\qquad {\hat {f}}(n):={\frac {f^{(n)}(0)}{n!}}.} Для функції можна ввести норму  {\displaystyle \|f\|_{2}:=\left(\sum _{n=0}^{+\infty }|{\hat {f}}(n)|^{2}\right)^{\frac {1}{2}}.} Тоді {\displaystyle \ |f|_{H^{p}}=\|f\|_{2}} і зокрема {\displaystyle f\in \ H^{2}} тоді і тільки тоді коли її норма {\displaystyle \|f\|_{2}} є скінченною.

Позначаючи {\displaystyle z=r\mathrm {e} ^{\mathrm {i} \theta }} де {\displaystyle r\in [0,1[} і {\displaystyle t\in [-\pi ,\pi ]} і враховуючи {\displaystyle f(z)=\sum _{n=0}^{+\infty }{\hat {f}}(n)z^{n}} маємо {\displaystyle f(r\mathrm {e} ^{\mathrm {i} \theta })=\sum _{n=0}^{+\infty }{\hat {f}}(n)r^{n}\mathrm {e} ^{\mathrm {i} n\theta }.} Тобто {\displaystyle {\hat {f}}(n)r^{n}} є коефіцієнтами Фур'є для {\displaystyle f(r\mathrm {e} ^{\mathrm {i} \theta })} як функції дійсної змінної. Тоді згідно рівності Парсеваля: {\displaystyle {\frac {1}{2\pi }}\int \limits _{0}^{2\pi }\left|f(re^{i\theta })\right|^{2}\;d\theta =\sum _{n=0}^{+\infty }\vert {\hat {f}}(n)\vert ^{2}r^{2n}.} Із цієї рівності випливає твердження.
Звідси, випливає, що {\displaystyle \ H^{2},} як нормований векторний простір є ізометрично ізоморфним простору {\displaystyle l^{2}} і зокрема є простором Гільберта.